# Jatobá do Piauí
Jatobá do Piauí is een gemeente in de Braziliaanse deelstaat Piauí. De gemeente telt 4.683 inwoners (schatting 2009).